# Arksignatur
Arksignatur kallas den bokstavs- och sifferkombination som finns tryckt längst ner på sidan i äldre böcker. Arksignaturen var till för att ge bokbindaren ledning om hur tryckarken skulle vikas och i vilken ordning de skulle bindas. Fram till 1800-talets första hälft trycktes alla böcker för hand, och arksignaturerna var i normalfallet alfabetets bokstäver A–Z följda av en romersk siffra. När boktryckeri och bokbinderi började utföras med hjälp av maskiner utarbetades andra typer av arksignaturer, vanligen ett löpnummer med vanliga arabiska siffror. Arksignaturer blev onödiga genom nya tryckprocesser under 1900-talets sista decennier. 
I hanteringen av äldre böcker inom den bibliografiska vetenskapen samt på antikvariat och bibliotek används arksignaturerna fortfarande när man vill påvisa hur en bok är uppbyggd. 